# Autoserica microchaeta
Autoserica microchaeta är en skalbaggsart som beskrevs av Moser 1924. Autoserica microchaeta ingår i släktet Autoserica och familjen Melolonthidae. Inga underarter finns listade.